# Arturo Gemmiti
Arturo Gemmiti (Sora, 3 marzo 1909 – Roma, 26 dicembre 1991) è stato un regista italiano.

## Biografia
Formatosi al Centro sperimentale di cinematografia, documentarista dell'Istituto Luce, nel 1942 con il documentario Rocciatori ed aquile vinse la Medaglia per il documentario alla 10ª Mostra del Cinema di Venezia.
Nel 1946 esordì con Montecassino, kolossal bellico, costato oltre 40 milioni di lire, ispirato al bombardamento della locale Abbazia.
Nel 1948 si trasferì in Argentina, dove riuscì a inserirsi non senza difficoltà nel clima politico e culturale del tempo e diresse i film El puente (1950), affiancando Carlos Gorostiza, e Crisol de hombres (1954).
Rientrato in Italia, nel 1963 girò il musicarello Urlo contro melodia nel Cantagiro '63 e riprese a collaborare con l'Istituto Luce.

## Filmografia
- Montecassino (1946)
- El puente (1950)
- Crisol de hombres (1954)
- Urlo contro melodia nel Cantagiro '63 (1963)